# كي هيراتا
كي هيراتا (باليابانية: 平田 圭) (9 سبتمبر 1969 في كاناغاوا في اليابان – )؛ هو لاعب كرة قدم سابق كان يلعب كمهاجم.

## وصلات خارجية
- كي هيراتا على موقع رابطة كرة القدم اليابانية للمحترفين (اليابانية)